# Teorema de Fueter–Pólya
O teorema de Fueter–Pólya, provado pela primeira vez por Rudolf Fueter e George Pólya, afirma que as únicas funções de pareamento polinomial quadráticas são os polinômios de Cantor.

## Introdução
Em 1873, Georg Cantor mostrou que o chamado polinômio de Cantor
{\displaystyle P(x,y):={\frac {1}{2}}((x+y)^{2}+3x+y)={\frac {x^{2}+2xy+3x+y^{2}+y}{2}}=x+{\frac {(x+y)(x+y+1)}{2}}={\binom {x}{1}}+{\binom {x+y+1}{2}}}
é um mapeamento bijetivo de {\displaystyle \mathbb {N} ^{2}} para {\displaystyle \mathbb {N} }. O polinômio dado pela troca das variáveis também é uma função de pareamento.
Fueter estava investigando se existem outros polinômios quadráticos com esta propriedade e concluiu que este não é o caso, assumindo {\displaystyle P(0,0)=0}. Ele então escreveu para Pólya, que mostrou que o teorema não requer essa condição.

### Declaração
Se {\displaystyle P} é um polinômio quadrático real em duas variáveis cuja restrição a {\displaystyle \mathbb {N} ^{2}} é uma bijeção de {\displaystyle \mathbb {N} ^{2}} para {\displaystyle \mathbb {N} } então é
{\displaystyle P(x,y):={\frac {1}{2}}((x+y)^{2}+3x+y)}
ou
{\displaystyle P(x,y):={\frac {1}{2}}((y+x)^{2}+3y+x).}

### Prova
A prova original é surpreendentemente difícil, usando o teorema de Lindemann-Weierstrass para provar a transcendência de {\displaystyle e^{a}} para um número algébrico diferente de zero {\displaystyle a}. Em 2002, M. A. Vsemirnov publicou uma prova elementar deste resultado.

## Conjectura de Fueter–Pólya
O teorema afirma que o polinômio de Cantor é o único polinômio de pareamento quadrático de {\displaystyle \mathbb {N} ^{2}} e {\displaystyle \mathbb {N} }. A conjectura é que esses são os únicos polinômios de pareamento desse tipo, de qualquer grau.

## Dimensões superiores
Uma generalização do polinômio de Cantor em dimensões superiores é a seguinte:
{\displaystyle P_{n}(x_{1},\ldots ,x_{n})=\sum _{k=1}^{n}{\binom {k-1+\sum _{j=1}^{k}x_{j}}{k}}=x_{1}+{\binom {x_{1}+x_{2}+1}{2}}+\cdots +{\binom {x_{1}+\cdots +x_{n}+n-1}{n}}}
A soma desses coeficientes binomiais produz um polinômio de grau {\displaystyle n} em {\displaystyle n} variáveis. Este é apenas um de pelo menos {\displaystyle (n-1)!} polinômios de empacotamento não equivalentes para {\displaystyle n} dimensões.